# Stefan Tomas Gruner
Stefan Tomas Gruner (* 12. Februar 1943 in Leipzig) ist ein deutscher Schriftsteller.

## Leben

### Kindheit
S. T. Gruners Vater, Wolfgang Gruner, ein Frauenarzt, starb 1945 an der Ostfront. Die Mutter, Dorothee Gruner geb. Hueck, arbeitete als Hebamme in einer Klinik. S. T. Gruner verbrachte die ersten Jahre im Humanitas-Heim in Leipzig. Besuchsweise war er oft bei den Großeltern, Käthe und Erich Gruner. Der Großvater war Graphiker und Maler und ist bekannt als Schöpfer des Zeichens der Leipziger Messe, eines doppelten ‚M‘ als Symbol für Mustermesse.
1949 wechselte Gruners Mutter von Leipzig nach München ins Pathologische Institut, das ihr Vater, der Pathologe Werner Hueck, leitete. In München besuchte Gruner die Grundschule. Der Einfluss der beiden Großväter prägte S. T. Gruners ambivalentes Verhältnis zu Wissenschaft und Künsten.

### Werdegang und Tätigkeiten
1953 zog er mit seiner Mutter nach Bonn, später Niederpleis, dazwischen verbrachte er vier Jahre in dem von Franziskanern geleiteten Internat in Vossenack in der Nähe von Euskirchen. Die Eindrücke im Internat waren verstörend. Ab 1964 arbeitete er in Palma de Mallorca, Madrid und Valencia als Sprachlehrer und Hotelangestellter. Zurück in München folgten Tätigkeiten wie Kino-Einlasser, Bilderverkäufer, Theater- und Film-Statist und Pharmareferent in Südbayern. Er heiratete in München, arbeitete als Hauptschullehrer in Versmold und später nach einem Psychologiestudium als Psychotherapeut in Bielefeld.
Ab 1988 war er als interner Trainer und Schulungsleiter für mehrere Pharmakonzerne tätig. Zwischen 2000 und 2012 arbeitete er als selbständiger Verhaltenstrainer mit Schwerpunkten Führung, Konflikt, Mediation und Teambildung. Zwei Jahre verbrachte S. T. Gruner in Wiesbaden und lebt heute als freier Schriftsteller wieder in Bielefeld.
1990 nahm er am Ingeborg-Bachmann-Wettbewerb in Klagenfurt teil.
1998 wurde ihm der Würth-Literaturpreis verliehen.

## Werke (Auswahl)
- Nie wieder Beethoven! Roman. Klöpfer & Meyer Verlag, Tübingen 2013, ISBN 978-3-86351-063-3.
- Der Fenstersprung. In: Teuto Tod. Pendragon Verlag, Bielefeld 2013, ISBN 978-3-86532-379-8.
- Ich habe gesündigt. In: Ich bin hinter dir. Katholische Internatsgeschichten. Alibri Verlag, Aschaffenburg 2012, ISBN 978-3-86569-073-9.
- Zwei Grabreden. In: gegen alle widerstände. Edition Octopus, Monsenstein und Vannerdat Verlag, Münster 2011, ISBN 978-3-86991-485-5.
- Aus gegebenem Anlass. Erzählungen. Edition Octopus, Monsenstein und Vannerdat Verlag, Münster 2011, ISBN 978-3-86991-449-7.
- Bleib! Elf Verabschiedungen, Erzählungen. Edition Octopus, Monsenstein und Vannerdat Verlag, Münster 2010, ISBN 978-3-86991-217-2.
- Falsche Brüder, Erzählungen. Edition Octopus, Monsenstein und Vannerdat Verlag, Münster 2010, ISBN 978-3-86991-243-1.
- fäustchen. ein poem. Monsenstein und Vannerdat Verlag, Münster 2010, ISBN 978-3-86991-181-6.
- Die Bielefeldverstörung. In: Rätselhaftes Bielefeld. Pendragon Verlag, Bielefeld 2010, ISBN 978-3-86532-188-6.
- Wortbrüchig geworden, Lyrik. Monsenstein und Vannerdat Verlag, Münster 2010, ISBN 978-3-86991-218-9.
- Nicht familientauglich, Lyrik. Monsenstein und Vannerdat Verlag, Münster 2009, ISBN 978-3-86582-908-5.
- So wie so. Zwei gegenläufige Texte. Edition Octopus, Monsenstein und Vannerdat Verlag, Münster 2009, ISBN 978-3-86582-909-2.
- Königskinder, Roman. Edition Octopus, Monsenstein und Vannerdat Verlag, Münster 2008, ISBN 978-3-86582-665-7.
- Ewige Beginner, Roman. Monsenstein und Vannerdat Verlag, Münster 2008, ISBN 978-3-86582-693-0.
- Der Dichter sieht aus dem Fenster. In: Bielefelder Poetry Award. Amelung Verlag, Steinhagen 2008, ISBN 978-3-9811878-2-3.
- Können fremde Herzen töten? In: Mord-Westfalen. Pendragon Verlag, Bielefeld 2008, ISBN 978-3-86532-111-4.
- instant city. In: not testified – moderne mythen. zeter und mordio Verlag, Hannover 2006, ISBN 3-9809552-2-2.
- Lilith vergessen. In: Scham. Konkursbuch Verlag, Tübingen 2005, ISBN 3-88769-243-8.
- Die egolose Gesellschaft, Essay. Edition Büchergilde, Frankfurt 2004, ISBN 3-936428-36-0.
- Der Überschreiter. Essay über Vigoleis Thelen. In: die horen. Nr. 199. Frankfurt a. M. 2000, ISSN 0018-4942.
- Morpheus. Erzählung. In: Verwandlungen. Konkursbuchverlag, Tübingen 1998, ISBN 3-88769-128-8.
- Der Macher. Roman. Claassen Verlag, München 1995, ISBN 3-546-00096-X.
- Auslieferung. Erzählung. In: Leben alle Tage. Rhein-Eifel-Mosel-Verlag 1994, ISBN 3-924182-29-9.
- Die Füße fest im Bodenlosen. Essay. In: Orte hinterlassen Spuren. Literarische Portraits aus Ostwestfalen. Hrsg. von Eckhard Britsch, Brigitte Labs-Ehlert. Westfalen Verlag, Bielefeld 1994, ISBN 3-88918-072-8, S. 195–204.
- Zum Abschied Grillen. Roman. Claassen Verlag, München 1993, ISBN 3-546-00062-5.
- Knieriesen. Roman. Claassen Verlag, München 1992, ISBN 3-546-00014-5.
- Die Knieriesen. In: Klagenfurter Texte. Piper Verlag, München 1990, ISBN 3-492-11284-6.
- Unheilbar fleischig. Roman. Pendragon Verlag, Bielefeld 1986, ISBN 3-923306-55-5.
- Gegenverkehr. Erzählung. In: Etwas geht zu Ende. 13 Autoren variieren ein Thema. Hrsg. von Dieter Wellershoff. Kiepenheuer & Witsch Verlag, Köln 1979, ISBN 3-462-01361-0.